# میراندا (فیلم ۱۹۸۵)
میراندا (Miranda) فیلمی اروتیک به کارگردانی تینتو براس است که در سال ۱۹۸۵ منتشر شد. از بازیگران آن می‌توان به سرنا گراندی و فرانکو اینترلنگی اشاره کرد.